# ۴۱۶ (خورشیدی)
۴۱۶ چهارصد و هشتاد و ششمین سال هجری خورشیدی است.

## درگذشتگان
- ابن سینا: دانشمند نامدار ایرانی.